# Блохин, Алексей Анатольевич
Алексей Анатольевич Блохин (род. 13 марта 1957) — советский и российский актёр театра и кино, театральный режиссёр. Народный артист Российской Федерации (2012), Лауреат Премии Москвы за роль сэра Симона де Кентервиля в спектакле «Чисто английское привидение» (2007).

## Биография
Алексей Блохин родился 13 марта 1957 года. В 1978 году окончил ГИТИС (курс В. П. Остальского).
С 1978 года работает в Российском академическом молодёжном театре. Преподаёт в РАТИ (ГИТИС), на курсе Алексея Бородина,имеет свою Мастерскую - Мастерская А. А. Блохина (очное обучение) РАТИ

## Творчество

### Работа в театре

#### Актёр
- «Король-олень» Карло Гоцци. Режиссёр: Николай Рощин — Труффальдино, птицелов (спектакль снят с репертуара)
- 1989 — «Приключения Тома Сойера» Марка Твена. Режиссёр: Джон Крэнни — Док Робинсон
- 2001 — «Лоренцаччо» Альфреда де Мюссе. Режиссёр: Алексей Бородин — Маффио
- 2002 — «Эраст Фандорин» Б. Акунина. Режиссёр: Алексей Бородин — Бланк
- 2004 — «Волшебник изумрудного города» А. М. Волкова. Режиссёры: Алексей Блохин, Алексей Весёлкин — Страшила
- 2005 — «А зори здесь тихие…» Бориса Васильева. Режиссёр: Александр Устюгов — Васков
- 2005 — «Чисто английское привидение» О. Уайльда. Режиссёр: Александр Назаров -сэр Симон де Кэнтрвиль
- 2006 — «Золушка» Шварца. Режиссёр: Алексей Бородин — Король
- 2007 — «Берег утопии» Тома Стоппарда. Режиссёр: Алексей Бородин
  - 1 часть. «Путешествие». Роль — Степан Шевырев, редактор журнала «Московский наблюдатель»
  - 2 часть. «Кораблекрушение». Роль — Тимофей Грановский, историк
  - 3 часть. «Выброшенные на берег». Роль — Станислав Ворцель, польский националист в изгнании
- 2008 — «Красное и Черное» Стендаля. Режиссёр: Юрий Ерёмин — Мале, художник
- 2009 — «Приглашение на казнь» В. Набокова. Режиссёр: Павел Сафонов — Библиотекарь
- 2010 — «Алые паруса» А. Грина. Режиссёр: Алексей Бородин — Эгль
- 2010 — «Думайте о нас» Клюева. Режиссёр: В. Богатырёв — Его величество
- 2010 — «Чехов-гала» А. П. Чехов. Режиссёр: Алексей Бородин — Хирин («Юбилей»)
- 2011 — «Лифтоненавистник» Б. Альфорс. Режиссёр: Галина Зальцман — Он
- 2014 — «Нюрнберг» Эбби Манн. Режиссер: Алексей Бородин — Гейтер
- 2018 — «Два веронца» Уильям Шекспир. Режиссер М. Станкевич — другие
- 2021 — «Дни Савелия»  Г. Служитель. Режиссер: Брусникина Марина — Антонио, Герцой Миланский

#### Озвучивание мультфильмов
- 2005 — Про козла и барана

#### Режиссёр
- 1999 — «Незнайка-путешественник» Н. Носова
- 2004 — «Волшебник изумрудного города» А. М. Волкова. Совместно с Алексеем Весёлкиным

### Работа в кино
- 1979 — Следствие ведут знатоки. Подпасок с огурцом — Алёша
- 1981 — Кошкин дом — Кот-жених
- 1982 — Частная жизнь — Игорь
- 1984 — Ошибка великого Васи Осокина — Антоша.
- 1991 — Семь дней после убийства — Адик
- 1997 — Дневная обязанность
- 2003 — Сон слепого человека
- 2008 — Прозрение
- 2012 — Служу Советскому Союзу

## Награды и звания
- Орден Дружбы (5 июня 2021 года) — за заслуги в развитии отечественной культуры и искусства, многолетнюю плодотворную деятельность[2]
- Народный артист Российской Федерации (21 марта 2012 года) — за большие заслуги в области кинематографического, музыкального, театрального, хореографического и циркового искусства[1].
- Заслуженный артист Российской Федерации (9 марта 1996 года) — за заслуги в области искусства[3].
- Лауреат Премии Москвы за роль сэра Симона де Кентервиля в спектакле «Чисто английское привидение» (2007).